# Michael Dixon (basket-ball)
Pour les articles homonymes, voir Michael Dixon et Dixon.
Michael Dixon, né le 1er décembre 1990, à Kansas City, au Missouri, est un joueur américain naturalisé géorgien de basket-ball. Il évolue aux postes de meneur et d'arrière.

## Carrière
Le 8 février 2022, il rejoint l'Union sportive monastirienne.
Le 22 janvier 2025, il rejoint le Club africain.

## Palmarès
- Champion de République tchèque :
  - Vainqueur : 2016, 2020
- Coupe de République tchèque :
  - Vainqueur : 2020
- Championnat de Tunisie :
  - Vainqueur : 2022, 2025
- Coupe de Tunisie :
  - Vainqueur : 2022
- Championnat d'Égypte :
  - Vainqueur : 2024
- Coupe d'Égypte :
  - Vainqueur : 2024
- Médaille d'or à la coupe arabe des clubs champions 2019 (Maroc)
- Médaille d'or à la Ligue africaine 2022 (Rwanda)
- Médaille de bronze à la coupe arabe des clubs champions 2022 (Koweït)

### Distinctions personnelles
- Meilleur joueur de la Ligue africaine 2022
- Meilleur pourcentage de panier à trois points (47,4 %) de la Ligue africaine 2022